# Canal (á)
Canal (á) es un canal de televisión por suscripción argentino enfocado en programación basada en el arte, la cultura y el espectáculo, principalmente de Buenos Aires. El canal es actualmente propiedad del Grupo Clarín y operado por Artear desde su sede en Buenos Aires.

## Historia

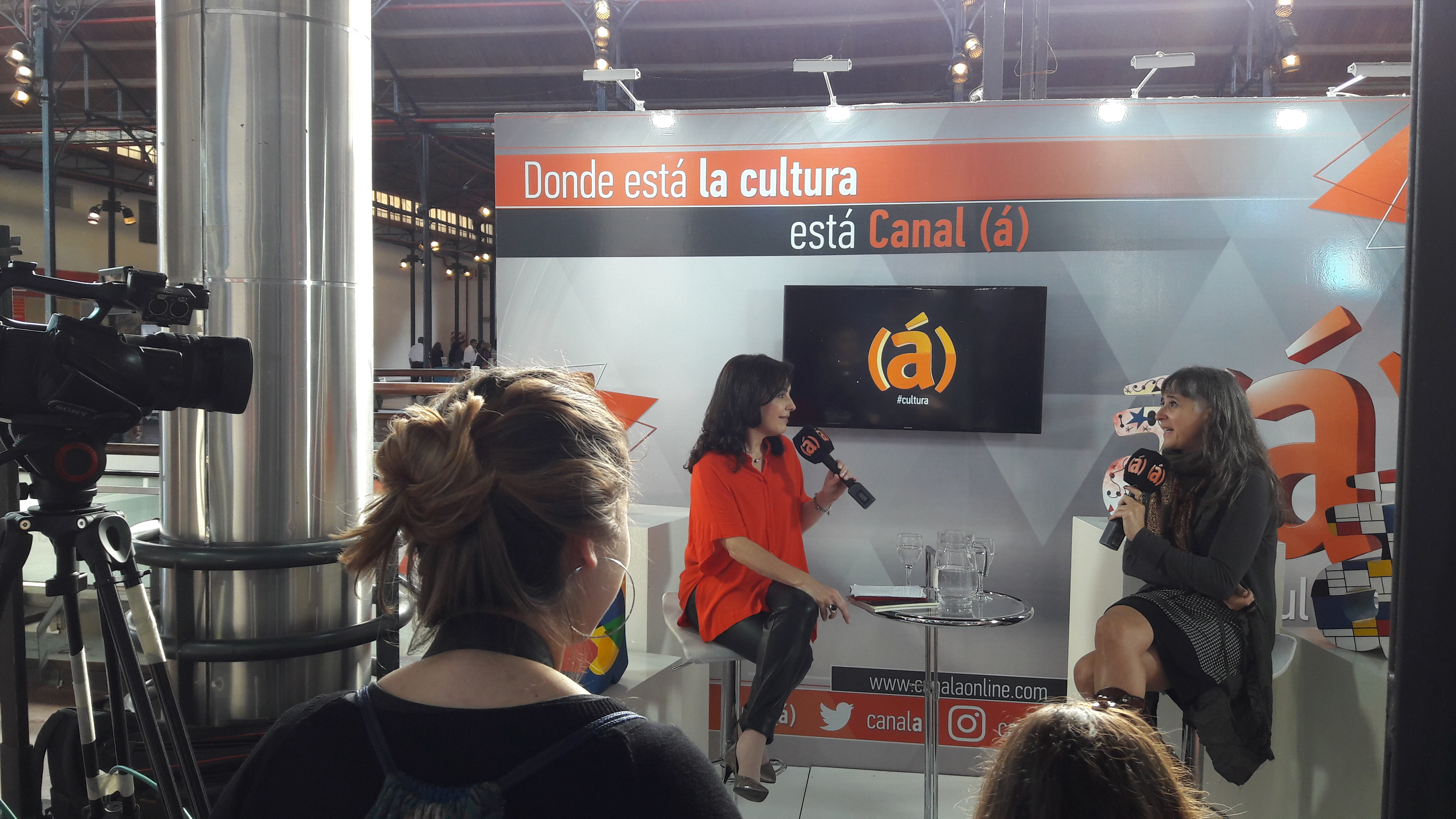
El canal en la 44° Feria Internacional del Libro de Buenos Aires.

Las transmisiones comenzaron el 4 de abril de 1996 en reemplazo de "Cultura & Espectáculos", nombre temporal luego de la reconversión de la programación de la señal de generación propia del cableoperador Cablevisión bajo el nombre Actualidad 3. En 2007 recibió una Mención Especial de los Premios Kónex por su aporte a la comunicación y el periodismo de la Argentina.
Formó parte del portfolio de señales propias de Pramer luego adquirido por el grupo Liberty Global y operado por su subsidiaria Chello Media Latin America. En octubre de 2013 lo adquirió el grupo americano de medios AMC Networks.
A mediados de 2015 el canal pasa a ser propiedad de YAQ TV una productora creada por el ex CEO de Pramer y Chello Latin America junto al canal América Sports.
A fines de 2015 el Grupo Clarín adquiere YAQ TV, pasando a operar este canal junto con América Sports.

## Logotipo

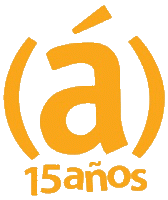
2011 (aniversario)

## Programas
- Arte vivo - Entrevista a artistas plásticos, conducido por Juan Acosta.
- Prefacio - Entrevistas a autores de libros, conducido por Santiago Sautel.
- El otro - Artistas de primer nivel y de diferentes décadas cuentan sus experiencias en una entrevista intimista con el actor Fernando Peña.
- Las partes del todo - La serie muestra la actividad cultural de los diferentes países que forman América del Sur.
- Más que mil palabras - Programa dedicado al arte de la fotografía.
- Rock nacional, la historia - Un especial de 13 capítulos que recorre la historia del rock en Buenos Aires, desde Sandro y Los de Fuego y Los Beatniks hasta las más nuevas bandas vernáculas.
- Historias del Under - Este ciclo recorre la historia del movimiento cultural llamado "under", desde sus inicios en la década de los 80 hasta su final a principios de los 90.
- Ilusión vocal - Programa donde los chicos descubren el mundo de la música.
- Notas de paso - Programa de reportajes a músicos con la conducción de Ernesto Snajer.